# Ocnus planci
Ocnus planci är en sjögurkeart som först beskrevs av Brandt 1835.  Ocnus planci ingår i släktet Ocnus och familjen korvsjögurkor. Inga underarter finns listade i Catalogue of Life.